# Подвійне питання
Подвійне питання (іноді двоспрямоване питання) — це неформальна помилка. Воно здійснюється, коли хтось ставить запитання, яке стосується кількох предметів, але передбачає лише одну відповідь. Це може призвести до неточностей в оцінках ставлення до запитання, оскільки респондент може відповісти лише на одне з двох запитань і не може вказати, на яке з них відповідає.
Багато подвійних питань можна виявити за наявністю в них сполучника «і». Це не надійний тест, оскільки слово «і» також може існувати в правильно побудованих запитаннях.
Питання про три предмети відоме як «потрійне». У судовому розгляді подвійне питання називається складеним питанням.

## Приклади
Прикладом подвійного запитання може бути таке: «чи вважаєте ви, що студентам потрібно більше уроків історії та культури?» Це питання стосується двох різних предметів: «чи вважаєте ви, що студенти повинні мати більше уроків з історії» та «чи вважаєте ви, що студенти повинні мати більше уроків з культури?» Об'єднання обох запитань в одне робить незрозумілим, що саме вимірюється, і оскільки кожне запитання може викликати різну відповідь, якщо його поставити окремо, підвищується ймовірність заплутати респондентів. Іншими словами, хоча деякі респонденти дадуть відповідь «так» на обидва, а деякі «ні» на обидва, деякі хотіли б відповісти як «так і ні».
Інші приклади подвійних запитань:
- «Погодьтеся чи не погодьтеся з таким твердженням: автомобілі мають бути швидшими та безпечнішими»[3].
- «Наскільки ви задоволені своєю оплатою та умовами роботи?»[4]
- «Як часто і скільки часу ви витрачаєте на кожне відвідування лікарні?»[5]
- «Чи існує у вашому відділі спеціальна політика щодо набору кадрів для чоловіків і жінок?»[5]
- «Як ви вважаєте, чи є хороший ринок збуту продукту, і він буде добре продаватись?»
- «Чи має держава витрачати менше грошей на армію і більше на освіту?»
- «Цей інструмент цікавий і корисний?»

Розмазування — це різновид двоспрямованого питання. Воно трапляється, коли одне із запитань є питанням, на яке запитуваний захоче відповісти «так», а на інше, на яке, як запитувач сподівається, відповість таким же «так». Наприклад, «Ти був би хорошим хлопцем і позичив би мені п'ять баксів?»
Деякі запитання можуть бути не подвійними, але досить схожими на подвійне запитання, щоб мати подібні проблеми. Наприклад, питання «Чи повинна організація зменшити кількість документів, що вимагаються від співробітників, наймаючи більше адміністраторів?» можна інтерпретувати як складене з двох запитань: «Чи повинна організація зменшити кількість документів, що вимагаються від співробітників?» і «Чи слід організації найняти більше адміністраторів?»
Подвійні запитання, задані професіоналами, призвели до помітних перекосів у репортажах ЗМІ та дослідницьких матеріалах. Наприклад, The Harris Poll використовувало подвійні запитання у 1980-х роках, досліджуючи громадську думку США щодо відносин Лівії та Сполучених Штатів та ставлення Америки до Михайла Горбачова.

## У масовій культурі
У своєму альбомі Mitch All Together Мітч Гедберг жартує про нібито подвійне запитання в його бланку медичного страхування: «Чи вживали ви коли-небудь цукор або фенциклідин?»